# لويز هاي (كاتبة تحفيزية)
لويز هاي (بالإنجليزية: Louise Hay) (8 أكتوبر 1926 - 30 أغسطس 2017). كاتبة تحفيزية أمريكية، ومؤسس Hay House. قامت بتأليف العديد من كتب المساعدة الذاتية للفكر الجديد، من أشهرها كتاب You Can Heal Your Life.

## الحياة الشخصية والمهنية
ولدت هيلين فيرا لوني في لوس أنجلوس لأبوين هنري جون لوني (1901-1998) وفيرونيكا تشوالا (1894–1985).
روت هاي حكايتها في مقابلة مع مارك أوبنهايمر من صحيفة نيويورك تايمز في مايو/ أيار من عام 2008، والتي قالت فيها أنها ولدت في لوس أنجلوس لأمٍ فقيرةٍ تزوجت زواجها الثاني من رجلٍ عنيفٍ يدعى إرنست كارل وانزنريد (1903-1992)، والذي أساء إليها وإلى أمها جسديًا. روت هاي أنها عندما كانت في عمر الخامسة، تم اغتصابها من قبل جارٍ لهم. وفي عمر 15 تخلت هاي عن الثانوية العامة دون تخرجٍ، فحملت ثم وضعت مولودتها في عمر السادسة عشرة، ثم تخلت عنها للتبني. وذكرت أنها فيما بعد انتقلت إلى شيكاغو حيث عملت في وظائف متدنية الأجر. وفي عام 1950 رجعت إلى نيويورك. وشرحت فيما بعد أنها غيرت اسمها وبدأت عملها كعارضة أزياء، فحققت نجاحاً من عملها لدى بيل بليس، أوليج كاسيني وباولين تريجيه. في عام 1954، تزوجت من رجل الأعمال الإنجليزي أندرو هاي، لكنها تمضي لتقول أنها بعد 14 عاماً من الزواج أحست أنها امرأة مدمرة بعدما تركها زوجها من أجل امرأةٍ أخرى.
تقول لويز هاي أنها في هذا الوقت، وجدت أول كنيسة للعلوم الدينية في شارع 48، والتي تعلمت منها طاقة التفكير القادر على التغيير. وتكشف هاي هنا أنها درست أعمالاً تتناول الأفكار الجديدة لكتّابٍ مثل فلورنس سكوفيل شين، الذي ادّعى أن بإمكان التفكير الإيجابي تغيير الظروف المادية المحيطة بالبشر، ومؤسس العلم الديني إرنست هولمز، الذي كان يعتقد أنّ بإمكان التفكير الإيجابي أن يشفي الجسم.
أصبحت هاي في أوائل السبعينيات من القرن الماضي تمارس العلوم الدينية. في هذا الدور، قادت الناس في التأكيدات المنطوقة، والتي تعتقد أنها ستشفي من أمراضهم، وأصبحت مشهورةً كقائدة ورش عمل. كما درست التأمل التجاوزي مع مهاريشي ماهيش يوغي في جامعة مهاريشي الدولية في فيرفيلد، أيوا.
وصفت هاي كيف تم تشخيصها في عام 1977 أو 1978 بأنها مصابة بسرطان عنق الرحم غير القابل للشفاء، وكيف توصلت إلى استنتاجٍ مفاده أنه من خلال التمسك بالاستياء من سوء المعاملة والاغتصاب الذي تعرضت له في طفولتها، ساهمت في ظهوره. رفضت هاي العلاج الطبي التقليدي، وبدأت في نظام التسامح، إلى جانب العلاج والتغذية والانعكاسات وحقن القولون العرضي. وتمكنت من التخلص من مرض السرطان بهذه الطريقة.
في عام 1976، كتبت هاي كتابها الأول، «أشفي جسدك» Heal Your Body، والذي بدأ ككتيبٍ صغيرٍ يحتوي على قائمةٍ بأمراض الجسم المختلفة وأسبابها الميتافيزيقية «المحتملة». تم تكبير هذا الكتيب فيما بعد وتم توسيعه ليشمل كتابها «يمكنك شفاء حياتك» You Can Heal Your Life، الذي نُشر عام 1984. [3] في فبراير 2008، احتلت المرتبة الرابعة في قائمة نصائح نيويورك تايمز الأكثر مبيعًا.
في نفس الوقت تقريبًا بدأت في قيادة مجموعات الدعم للأشخاص المصابين بفيروس نقص المناعة البشرية/ الإيدز، والتي أطلقت عليها اسم "Hay Rides". نمى عدد المشاركين من عددٍ قليلٍ من الأشخاص في غرفة معيشتها، إلى مئات المصابين في قاعةٍ كبيرةٍ في ويست هوليود، كاليفورنيا. اكتسب عملها مع مرضى الإيدز شهرةً، ودُعيت للظهور في برنامج أوبرا وينفري و The Phil Donahue Show  في نفس الأسبوع، في مارس 1988. بعد ذلك، أصبح كتاب «يمكنك شفاء حياتك» على الفور على قائمة New York Times الأكثر مبيعًا. تم بيع أكثر من 50 مليون نسخة حول العالم بأكثر من 30 لغة، وتم تحويلها أيضًا إلى فيلم. تم تضمين «يمكنك شفاء حياتك» أيضًا في الكتاب 50 من كلاسيكيات المساعدة الذاتية [7] لكونها مهمةً في مجالها. غالبًا ما يوصف بأنه جزءٌ من حركة العصر الجديد.
كتبت هاي، في الصفحة 225 من كتابها (طبعة ديسمبر 2008)، أنها «بيعت أكثر من خمسة وثلاثين مليون نسخة». تم الإعلان في عام 2011 أن «يمكنك شفاء حياتك» قد وصلت إلى 40 مليون عملية بيع.
توفيت هاي وهي نائمةٌ، في صباح يوم 30 أغسطس 2017، عن عمرٍ يناهز 90 عامًا.

## النشر
في عام 1984، أسست هاي شركة هاي هاوس للنشر. في عام 1988، انضم ريد تريسي إلى الشركة كمحاسبٍ، وأصبح في النهاية الرئيس التنفيذي لها. ازدهر العمل وجذب العديد من الكتّاب. اعتبارًا من عام 2015، يعد Hay House الناشر الرئيسي للكتب والكتب الصوتية لأكثر من 130 مؤلفًا، بما في ذلك ديباك تشوبرا ، بالإضافة إلى العديد من كتب واين داير.  كما نشرت Hay House  تعاليم «إبراهيم» كما تم توجيهها من خلال إستر هيكس.
بالإضافة إلى إدارة شركة النشر الخاصة بها، كانت هاي تدير منظمةً خيرية تسمى مؤسسة هاي ، والتي أسستها في عام 1985.
في عام 2008، تم إصدار فيلم عن حياة لويز هاي بعنوان You Can Heal Your Life . وبكلمات هاي الخاصة على الموقع الإلكتروني الرسمي للفيلم: «هذا الفيلم هو قصة حياتي، وتعاليمي، وكيف طبقت مبادئ تعاليمي على حياتي الخاصة». يضم الفيلم أيضًا متحدثين ومؤلفين بارزين في مجال التنمية الشخصية بما في ذلك جريج برادن، واين داير، وجاي هندريكس، وإستر وجيري هيكس، ودورين فيرتو. تم إخراجها من قبل المخرج الحائز على جائزة إيمي مايكل جورجان. في نفس العام، فازت لويز هاي بجائزة مينيرفا في مؤتمر النساء.
في سبتمبر 2011، أصدرت هاي وشيريل ريتشاردسون كتابهما «يمكنك إنشاء حياة استثنائية».

## أعمالها المترجمة للعربية
من بينها:
- أحب نفسك لتحقيق صحة رائعة؛ أفكار وطعام النظام الغذائي الأمثل، ترجمة: أديم العبيدلي، دار ملهمون للنشر والتوزيع، 2024
- 21 يوماً لتحرير قوة التوكيدات لإظهار الثقة والرخاء والفرح، ترجمة: فاطمة أحمد، دار ملهمون للنشر والتوزيع، 2024
- يمكنك شفاء حياتك، ترجمة: رمزي صالحة، شركة دار الخيال، 2022
- تمكين النساء؛ دليل كل إمرأة لحياة ناجحة، ترجمة: هناء خليفة - رنا إبراهيم، شركة دار الخيال، 2022
- اشف جسدك - الأسباب الفكرية للأمراض الماورائية للتغلب عليها، ترجمة: محمد ياسر حسكي ،لينا الزيبق، شركة دار الخيال، 2021
- الحياة تأملات في رحلتك، شركة دار الخيال، 2021
- نعم أستطيع، شركة دار الخيال، 2021
- سعيدة بكوني امرأة «دليل النساء لحياة ناجحة»، دار الفاروق للاستثمارات الثقافية، 2021
- الحياة تحبك، دار ملهمون للنشر والتوزيع، 2021
- اختبرأفضل ما في داخلك الآن، شركة دار الخيال، 2021
- كيف تحب نفسك، دار ملهمون للنشر والتوزيع، 2020
- أفكار من القلب، دار ملهمون للنشر والتوزيع، 2020
- معجزات العصر الحديث، ترجمة: محمد ياسر حسكي - لين فتيح، شركة دار الخيال، 2020
- الإمتنان، شركة دار الخيال، 2020
- الحياة تحبك؛ الممارسات الروحية السبع لتشفي حياتك، بالاشتراك مع: روبرت هولدن، ترجمة: محمد مشكاف، شركة دار الخيال، 2019
- ثق بالحياة - أحب نفسك كل يوم بحكمة، شركة دار الخيال، 2019
- شئ عن الحياة، دار شغف للنشر والتوزيع، 2019
- اشف عقلك؛ وصفتك لتحقيق الكمال من خلال الطب والثوابت والحدس، ترجمة: فاطمة شمص - غنوة زيدان، شركة دار الخيال، 2018
- تلوين المستقبل ؛ رواية أشبه بالخيال، بالاشتراك مع: لين لوبير، ترجمة: علي الحداد، شركة دار الخيال، 2018
- وظيفة المرآة؛ واحد وعشرون يوماً لشفاء حياتك، ترجمة: علي الحداد، شركة دار الخيال، 2018
- أفكار القلب؛ كنز من الحكمة الداخلية، ترجمة: ندى عموس، شركة دار الخيال، 2018
- الامتنان «أسلوب حياة»، دار الفاروق للاستثمارات الثقافية، 2017
- تستطيع إنشاء حياة إستثنائية، بالاشتراك مع: شيريل ريتشاردسون، ترجمة: محمد ياسر حسكي - جمانة الأخرس، شركة دار الخيال، 2015
- التفكير بإيجابية في الحياة اليومية، بالاشتراك مع مجموعة مؤلفين، ترجمة: إعداد قسم الترجمة بدار الفاروق بالإشتراك مع: مؤسسة محمد بن راشد آل مكتوم، دار الفاروق للاستثمارات الثقافية، 2015
- الحياة انعكاسات على رحلة حياتك، دار الفاروق للاستثمارات الثقافية، 2015
- الأفكار العصرية لتخطي الآلام الحياتية، ترجمة: قسم الترجمة بدار الفاروق، دار الفاروق للاستثمارات الثقافية، 2015
- تستطيع شفاء قلبك؛ العثور على السلام بعد الإنفصال أو الطلاق أو الموت، بالاشتراك مع: ديفيد كيسلر، ترجمة: محمد ياسر حسكي - نور خانجي، شركة دار الخيال، 2015
- أفكار قوة؛ 365 جملة تأكيدية يومية، ترجمة: رنا عكاوي، شركة دار الخيال، 2015
- الحكمة الداخلية؛ تأملات للقلب والروح، ترجمة: ندى عموس، شركة دار الخيال، 2015
- القوة في داخلك، ترجمة: رنا عكاوي، شركة دار الخيال، 2014
- كل على ما يرام، شركة دار الخيال، 2014
- كيف تتخطي آلامك وتواصل حياتك؟، دار الفاروق للاستثمارات الثقافية، 2008

## أعمالها
- You Can Heal Your Life. Hay House Inc., 1984. ISBN 0-937611-01-8
- Heal Your Body: The Mental Causes for Physical Illness and the Metaphysical Way to Overcome Them. Hay House Inc., 1984. ISBN 0-937611-35-2
- The AIDS Book: Creating a Positive Approach. Hay House Inc., 1988 ISBN 0-937611-32-8
- A Garden of Thoughts: My Affirmation Journal. Hay House Inc., 1989 ISBN 978-0937611678
- Love Yourself, Heal Your Life Workbook. Hay House Inc., 1990
- The Power Is Within You. Hay House Inc., 1991
- Heart Thoughts. Hay House Inc.,1992 ISBN 978-1-4019-3720-1
- Loving Thoughts For Increasing Prosperity. Hay house Inc., 1993
- Gratitude: A Way Of Life. Hay House Inc., 1996
- Life! Reflections On Your Journey. Hay House Inc., 1996 ISBN 978-1561700929
- Living Perfect Love: Empowering Rituals For Women. Humantics MultiMedia Publishers, 1996 ISBN 978-0-9652851-0-0
- Heal Your Body A–Z: The Mental Causes for Physical Illness and the Way to Overcome Them. HayHouse Inc. 1998 ISBN 978-1561707928
- 101 Ways To Health And Healing. Hay House Inc., 1998 ISBN 978-1-56170-496-5
- All is Well : Heal your body. Carlsbad, US: Hay House. 2013. ISBN 978-1-4019-3502-3
- Loving Yourself to Great Health: Thoughts & food : the ultimate diet. [S.l.]: Hay House Inc. 2014. ISBN 978-1-4019-4284-7
- Hay, Louise L.; Kessler, David (2014). You can heal your heart : finding peace after a breakup, divorce, or death. ISBN 978-1-4019-4387-5. (with David Kessler)
- Life loves you: 7 spiritual experiments to heal your life. Hay House Inc. 2014. ISBN 978-1-4019-4614-2
- I Think, I Am!: Teaching Kids the Power of Affirmations.[13]

## روابط خارجية
- لويزا هاي على موقع IMDb (الإنجليزية)
- لويزا هاي على موقع ميوزك برينز (الإنجليزية)
- لويزا هاي على موقع ديسكوغز (الإنجليزية)
- لويزا هاي على موقع قاعدة بيانات الفيلم (الإنجليزية)